# Cameron Wurf
Cameron Wurf (3 de agosto de 1983 em Hobart, Tasmânia, Austrália) é um ciclista profissional australiano. Actualmente compete pela equipa INEOS de categoria UCI WorldTeam.
Antes de ser ciclista profissional foi remador chegando a participar na prova de Remos de Duplo scull ligeiro nos Jogos Olímpicos de Verão de 2004. Actualmente triatleta e tem o record no segmento ciclista do Ironman de Kona.
Depois de abandonar o ciclismo em 2014, no final de janeiro de 2020 regressou depois de alinhar pela equipa INEOS para competir a primeira metade da temporada. Estreiou na carreira australiana Cadel Evans Great Ocean Road Race.

## Palmarés
2007
- Campeonato de Oceania Contrarrelógio
- Chrono Champenois

2015
- 3.º no Campeonato Oceânico Contrarrelógio

## Resultados nas Grandes Voltas
| Carreira               | 2007 | 2008 | 2009 | 2010 | 2011 | 2012 | 2013  | 2014 |
| ---------------------- | ---- | ---- | ---- | ---- | ---- | ---- | ----- | ---- |
| Giro d'Italia          | -    | -    | -    | 77.º | -    | -    | 127.º | -    |
| Tour de France         | -    | -    | -    | -    | -    | -    | -     | -    |
| Volta a Espanha        | -    | -    | -    | -    | -    | -    | 99.º  | -    |
| Mundial Contrarrelógio | 31.º | -    | 53.º | -    | -    | -    | -     | -    |

-: não participa 

Ab.: abandono

## Equipas
- Priority Health presented by Bissell (11.04.2007-30.06.2007)
- Cinelli OPD (01.01.2008-31.05.2008)
- Volksbank-Vorarlberg (01.01.2008-01.06.2008)
- Fuji-Servetto (01.01.2009-08.05.2009)
- Androni Giocattoli (2010)
- Liquigas-Cannondale (2011)
- Champion System Pro Cycling Team (2012)
- Cannondale (2013-2014)
- Cylance-Incycle (2017)
- Team INEOS[1] (02.2020-)

## Palmarés em triatlo
A seguinte tabela mostra os resultados mais relevantes (podium) obtidos no circuito mundial de triatlo desde 2017.
| Ano  | Competição        | País          | Pos.              | Tempo                |
| ---- | ----------------- | ------------- | ----------------- | -------------------- |
| 2019 | Ironman Itália    | Itália        | Medalha de ouro   | 7 h. 46 min. 54 seg. |
| 2019 | Ironman Austrália | Austrália     | Medalha de ouro   | 8 h. 6 min. 18 seg.  |
| 2018 | Ironman França    | França        | Medalha de bronze | 8 h. 39 min. 14 seg. |
| 2018 | Challenge Salou   | Espanha       | Medalha de ouro   | 3 h. 45 min. 37 seg. |
| 2017 | Ironman Gales     | País de Gales | Medalha de ouro   | 9 h. 07 min. 03 seg. |
| 2017 | Ironman Suécia    | Suécia        | Medalha de prata  | 8 h. 8 min. 58 seg.  |